# Mario De Mezzo
Mario De Mezzo (n. 1977) este un politician român care ocupă funcția de primar al municipiului Slatina, județul Olt, ca urmare a alegerilor locale din anul 2024.
În perioada 4 august 2023 – 11 aprilie 2024 a fost prefect al județului Olt. Este membru al Partidului Național Liberal.